# Буйинга, Беренд Тобиа
Беренд Тобиа Буйинга (нидерл. Berend Tobia Boeyinga, 27 марта 1886, Норд-Схарвауде — 6 ноября 1969, Амстердам) — нидерландский архитектор, известный своими церковными постройками, представитель так называемой «Амстердамской школы».
Беренд Тобиа Буйинга родился в семье кальвинистского пастора. Свою деятельность будущий архитектор начал плотником, а затем чертёжником и десятником. С 1909 по 1919 год Буйинга изучал в Амстердаме архитектуру, а также работал в архитектурной мастерской Эдуарда Кёйперса в течение двух лет. Хотя самого Кёйперса едва ли можно было отнести к прогрессивным архитекторам, он предоставлял широкое поле для деятельности своим работникам, среди которых были основоположники Амстердамской школы — Михель де Клерк, Йохан ван дер Мей и Пит Крамер. Вместе с ними Буйинга принимал живейшее участие в разработке и становлении нового архитектурного стиля. После двух лет работы у Кёперса Буйинга поступил на работу к нидерландскому архитектору Шарлю Эстуржи (фр. Charles Estourgie), а затем, с 1917 по 1921 год работал у Михеля де Клерка. В течение этого периода Буйинга осуществлял надзор над строительством знаменитого комплекса «Схип» («Корабль», нидерл. Het Schip), построенного де Клерком в районе Спарндаммербюрт (нидерл. Spaarndammerbuurt) Амстердама.
Закончив обучение основательным проектом правительственного здания в Амстердаме, Буйинга был приглашён директором городской службы жилищно-коммунального хозяйства столицы, Ари Кеплером (нидерл. Arie Keppler), разработать проект коттеджных посёлков в районе Амстердам-Норд (нидерл. Amsterdam-Noord), известных сейчас как Тёйндорп Остзан (нидерл. Tuindorp Oostzaan) и Тёйндорп Ньивендам (нидерл. Tuindorp Nieuwendam). Сегодня эти проекты считаются лучшими образцами сельской архитектуры, выполненными в стилистике Амстердамской школы.
Не удовлетворённый положением муниципального архитектора (вследствие почти полной анонимности для широкой публики его проектов), а также не желавший сосредотачиваться исключительно на обслуживании запросов ведомства жилищно-коммунального хозяйства Амстердама, в 1926 году Буйинга основал собственное архитектурное бюро. В том же году он построил свою первую церковь — Клопперсингелкерк (нидерл. Kloppersingelkerk) в Харлеме, основанную на проекте кальвинистской церкви, представленном им на конкурс в Амстердаме тремя годами ранее (1923). Проект был создан в соответствии с воззрениями Абрахама Кёйпера (нидерл. Abraham Kuyper), поклонником которого был Буйинга. В плане церковь имела веерообразную форму с кафедрой посередине. Стилистически она была очень близка к постройкам Амстердамской школы. Вход был украшен статуями лидеров протестантизма, таких как Лютер, Кальвин и Кёйпер, что вызвало в своё время ожесточённые дискуссии. Эти статуи — единственное, что сохранилось от Клопперсингелкерк, уничтоженной сильным пожаром 23 марта 2003 года, не считая её фотографии 1927 года. Несмотря на то, что Буйинга построил множество церквей, планировка Клопперсингелкерк была уникальной и более не повторялась архитектором никогда.
Для Вольного университета (нидерл. Vrije Universiteit, «Врейе Университейт») Амстердама в 1930 году Буйинга построил знаменитый лабораторный корпус. В это же время Буйинга был привлечён к обучению архитекторов — сначала в качестве преподавателя, затем — в качестве главы школы архитектуры в Амстердаме. После Второй мировой войны он принимал участие в реставрации зданий, в числе которых — Кюнераторен (нидерл. Cuneratoren) в Ренене и Эусебиускерк (нидерл. Eusebiuskerk) в Арнеме, которые сильно пострадали во время войны.

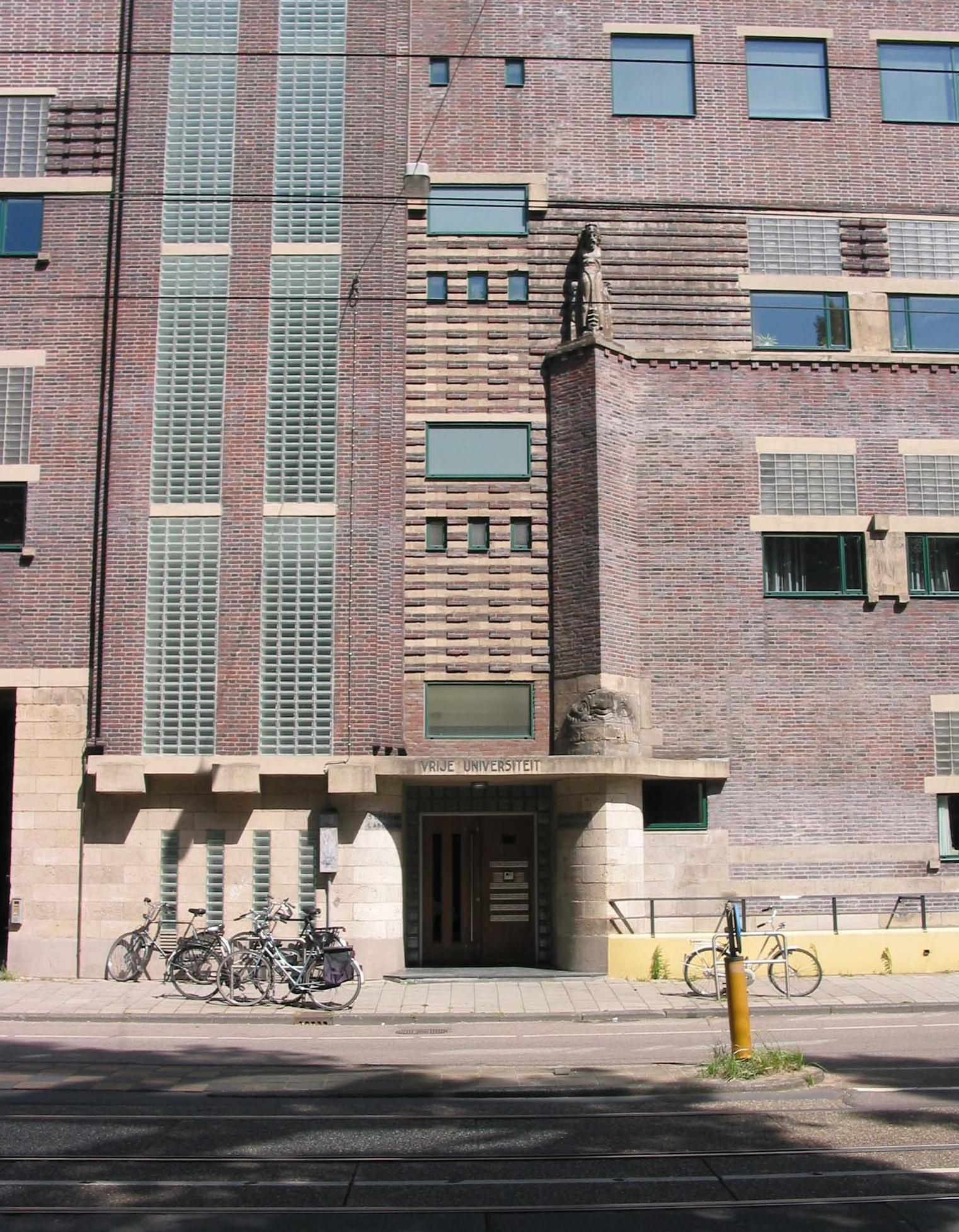
Врейе Университейт в Амстердаме
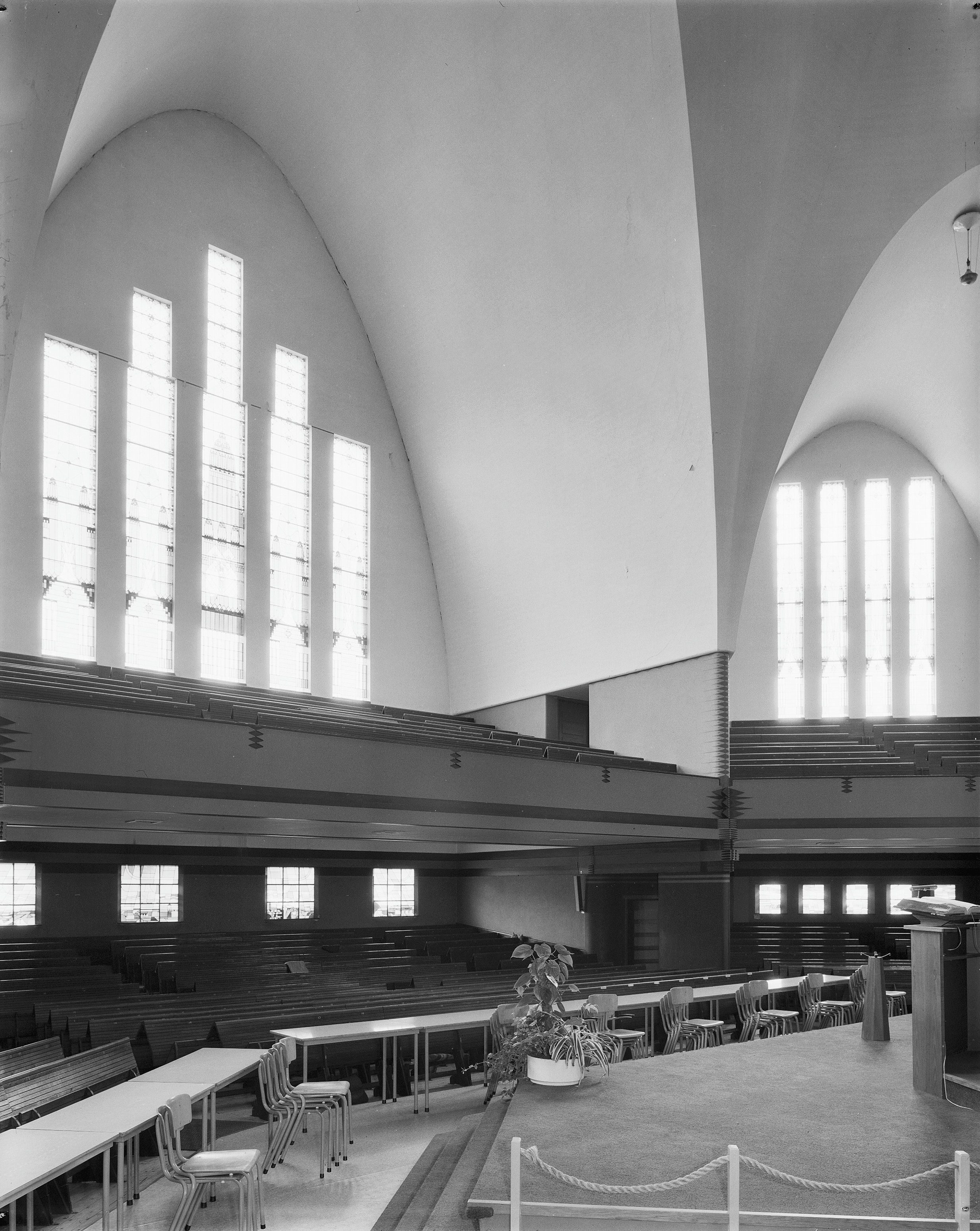
Клопперсингелкерк в Харлеме
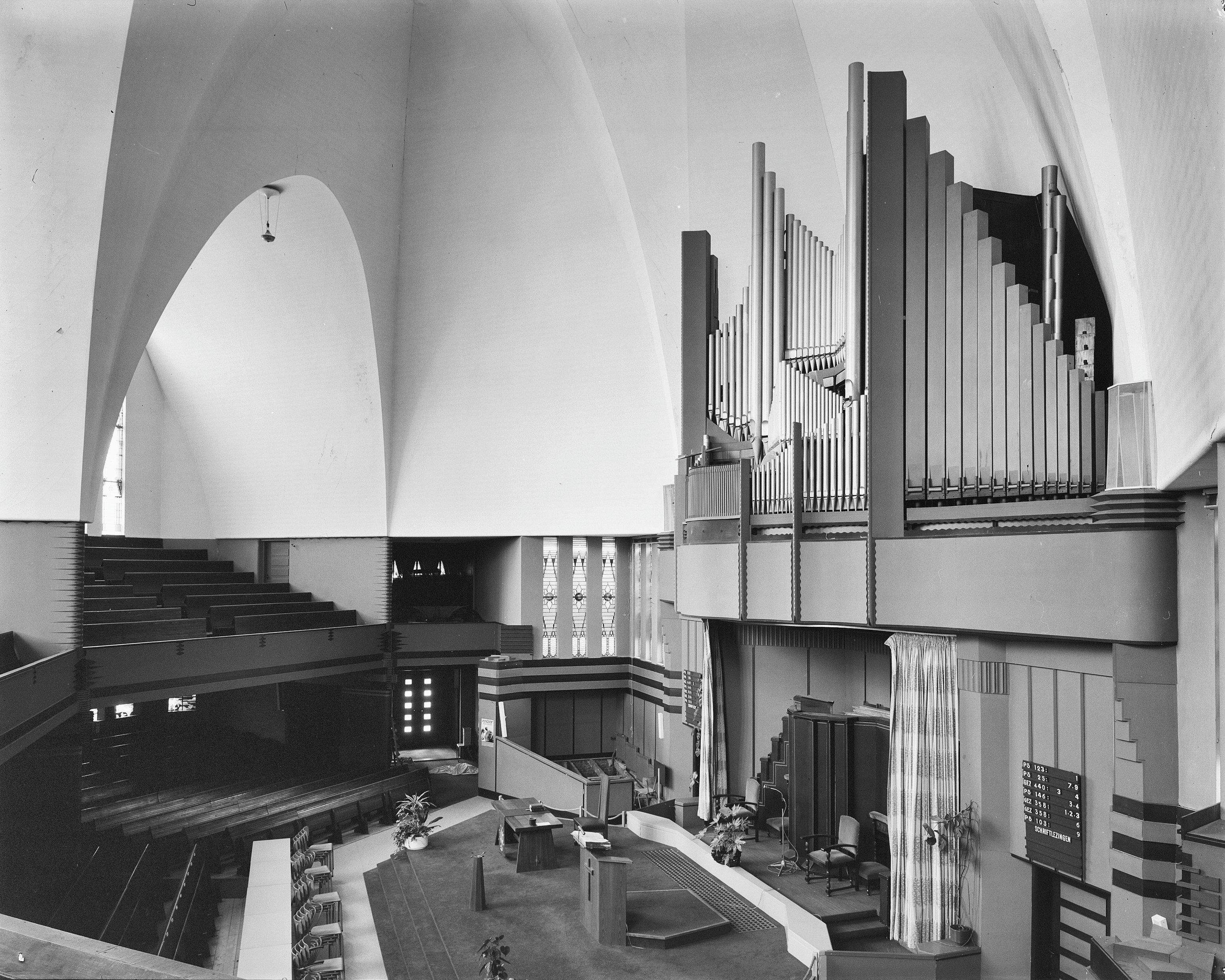
Клопперсингелкерк в Харлеме
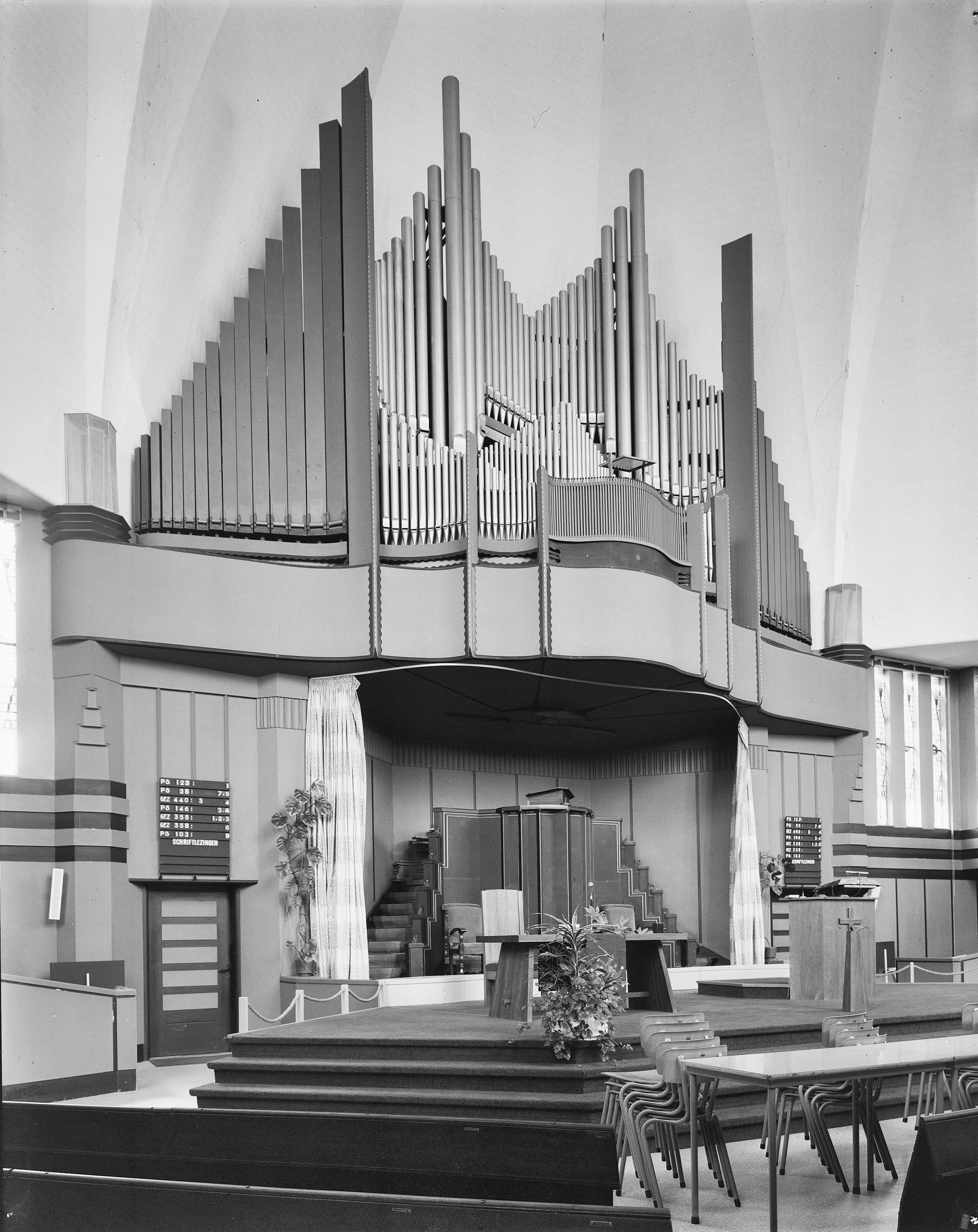
Клопперсингелкерк в Харлеме
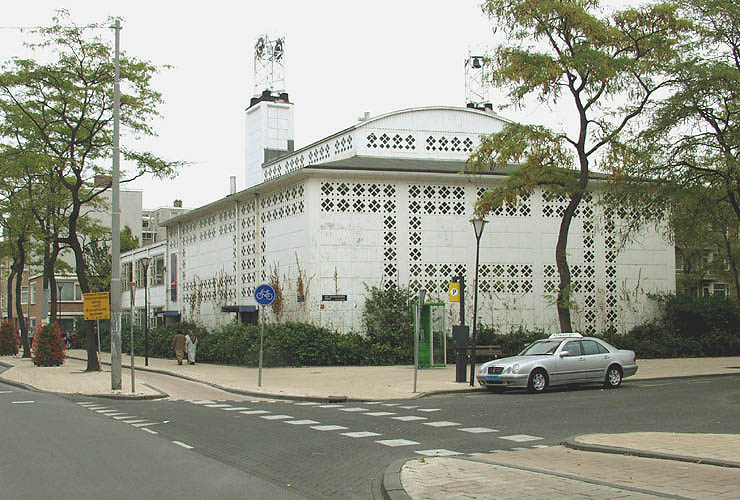
Пенуэл Церкви  в Амстердаме